# Collège français de métrologie
Pour les articles homonymes, voir CFM.
Le Collège français de métrologie (CFM) est une association loi de 1901, sans but lucratif, créée en 2002 autour de la métrologie et dont le siège est situé dans le 15e arrondissement de Paris.
Son objectif est de diffuser les connaissances sur la métrologie et la maîtrise du processus de mesure dans le tissu industriel et économique.
Le CFM est aussi un lieu d'échanges entre une métrologie scientifique de haut niveau, issu de grands laboratoires et organismes de recherche, et une métrologie plus appliquée et plus pratique utilisée au quotidien dans les entreprises de tous les secteurs d'activités.
Les membres fondateurs du CFM sont le Laboratoire national de métrologie et d'essais (LNE), le Bureau national de métrologie (BNM) dont les activités sont aujourd'hui intégrées au LNE, le Centre technique des industries aérauliques et thermiques (CETIAT) et Peugeot Citroën Automobiles (PSA).
L'action du CFM est soutenue par le ministère de l'Industrie et le Comité français d'accréditation (COFRAC) sur le plan national, et par les organismes européens et internationaux du domaine : laboratoires nationaux de métrologie, Organisation internationale de métrologie légale (OIML), Bureau international des poids et mesures (BIPM), European co-operation for Accreditation (EA), Euramet.